# Terry-Thomas

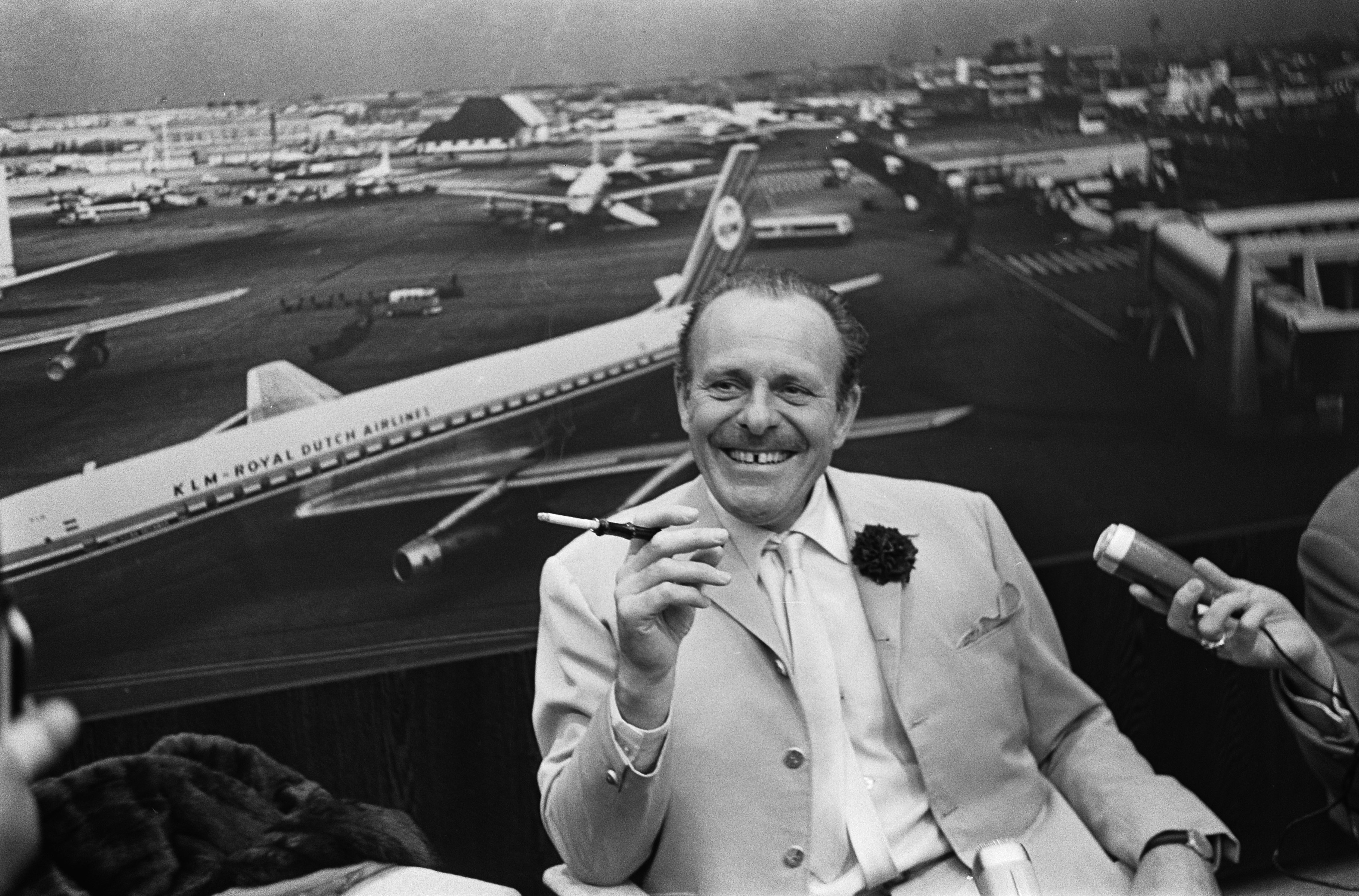
Terry-Thomas (1965)

Terry-Thomas (eigentlich Thomas Terry Hoar-Stevens; * 14. Juli 1911 in London; † 8. Januar 1990 in Surrey) war ein englischer Schauspieler und Komiker.

## Leben
Terry-Thomas wurde als Thomas Terry Hoar Stevens in Finchley als drittes von vier Kindern von Ernest Frederick Stevens und Ellen Elizabeth Stevens (geborene Hoar) geboren. Er war früh vom Theater fasziniert und besuchte später das Ardingly College in West Sussex. Am  11. April 1930 hatte Terry-Thomas sein Bühnendebüt.
In vielen komischen Rollen war Terry-Thomas Prototyp und Karikatur des britischen Snobs, in Rollen tollpatschiger Trottel glänzte er auch als Slapstick-Komiker.
Terry-Thomas hatte in einigen Filmen, so in Volltreffer ins Glück und Die tollkühnen Männer in ihren fliegenden Kisten die Rolle eines Widerlings inne. Im Gegensatz dazu spielte er in Eine total, total verrückte Welt den unbescholtenen Lt. Col. J. Algernon Hawthorne, der durch Zufall in die Jagd nach einem vergrabenen Koffer voller Geldscheine gerät und sich mit Milton Berle eine Auseinandersetzung zwischen der britischen und der amerikanischen Kultur liefert. Man sah ihn auch immer wieder in Gastauftritten in Fernsehserien wie zum Beispiel Solo für O.N.C.E.L. mit Robert Vaughn und David McCallum und Die 2 mit Tony Curtis und Roger Moore. Terry-Thomas und Tony Curtis hatten kurz zuvor bereits zusammen in dem Kinofilm Monte Carlo Rallye aus dem Jahr 1969 gespielt.
Der Schauspieler starb 1990 im Alter von 78 Jahren in einem Pflegeheim in Godalming in der Grafschaft Surrey an den Folgen der Parkinson-Krankheit.

## Weiteres
Sein Künstlername Terry-Thomas mit einem Bindestrich ist eine Anspielung auf sein Markenzeichen, die markante Zahnlücke. Diese hat ihm auch in der Medizin Bekanntheit eingebracht; in der Radiologie versteht man unter dem Terry-Thomas sign eine vergrößerte Lücke zwischen den Handwurzelknochen Kahnbein und Mondbein. Selbst in dem Film Als das Licht ausging wird er auf die Lücke angesprochen, womit er sehr viel Selbstironie bewiesen hat.

## Filmografie (Auswahl)
- 1956: Der beste Mann beim Militär (Private’s Progress)
- 1957: Die nackte Wahrheit (The Naked Truth)
- 1957: Volltreffer ins Glück (Lucky Jim)
- 1958: Der kleine Däumling (Tom Thumb)
- 1959: Junger Mann aus gutem Hause (I’m All Right Jack)
- 1960: Ein Nerz an der Angel (Make Mine Mink)
- 1961: Verpfiffen (A Matter of Who)
- 1962: Die Wunderwelt der Gebrüder Grimm (The Wonderful World of the Brothers Grimm)
- 1962: Dinosaurier bevorzugt
- 1962: Ein Königreich für einen Affen (Operation Snatch)
- 1963: Auch die Kleinen wollen nach oben (The Mouse on the Moon)
- 1963: Eine total, total verrückte Welt (It’s a Mad Mad Mad Mad World)
- 1965: Wie bringt man seine Frau um? (How to Murder Your Wife)
- 1965: Die tollkühnen Männer in ihren fliegenden Kisten (Those Magnificent Men in Their Flying Machines or How I Flew from London to Paris in 25 Hours 11 Minutes)
- 1965: Fremde Bettgesellen (Strange Bedfellows)
- 1966: Marrakesch (Our Man in Marrakesh)
- 1966: Gespensterparty (Munster, Go Home)
- 1966: Drei Bruchpiloten in Paris (La grande vadrouille)
- 1966: Unser Mann in Rio (Se tutte le donne del mondo)
- 1967: Immer Ärger mit den Lümmeln (Top Crack)
- 1967: Tolldreiste Kerle in rasselnden Raketen (Jules Verne’s Rocket to the Moon)
- 1967: Die Karate Killer (The Man from U.N.C.L.E.: The Five Daughters Affair)
- 1968: Der Coup der 7 Asse (Sette volte sette)
- 1968: Gefahr: Diabolik! (Diabolik)
- 1968: Als das Licht ausging (Where Were You when the Lights Went Out?)
- 1968: Weiße Westen für Ganoven (Uno scacco tutto matto)
- 1969: Monte Carlo Rallye (Monte Carlo or Bust)
- 1969: Zwölf plus eins (Una su 13)
- 1971: Das Schreckenskabinett des Dr. Phibes (The Abominable Dr. Phibes)
- 1971: Die 2 – Der Lord ist fort
- 1972: Die Rückkehr des Dr. Phibes (Dr. Phibes Rises Again)
- 1973: In der Schlinge des Teufels (The Vault of Horror)
- 1973: Robin Hood (Synchronstimme: Sir Hiss)

## Auszeichnungen
- 1959: nominiert für den BAFTA Award als bester britischer Schauspieler
- 1964: nominiert für den Golden Globe Award in der Kategorie Bester Darsteller in einem Musical oder einer Komödie für Auch die Kleinen wollen nach oben